# Thermoniphas micylus
Thermoniphas micylus is een vlinder uit de familie van de Lycaenidae. De wetenschappelijke naam van de soort is voor het eerst gepubliceerd omstreeks 1780 door Pieter Cramer.

## Verspreiding
De soort komt voor in Guinee, Sierra Leone, Liberia, Ivoorkust, Ghana, Togo, Zuid-Benin, Zuid-Nigeria en West-Kameroen.

## Habitat
De soort komt voor bij bosranden, bospaden en kapvlakten.